# Cumella hastata
Cumella hastata är en kräftdjursart som beskrevs av Fage 1945. Cumella hastata ingår i släktet Cumella och familjen Nannastacidae.
Artens utbredningsområde är Vietnam. Inga underarter finns listade i Catalogue of Life.